# Дом Луи Армстронга
Дом Луи Армстронга (англ. The Louis Armstrong House) — дом-музей, располагающийся на 34-56 107th Street в Короне, Квинс, Нью-Йорк. Был домом Луи Армстронга и его жены Люсиль Уилсон с 1943 года до его смерти в 1971 году.
В 1988 году дом был объявлен Нью-Йоркской достопримечательностью, а в 1976 году — Национальным историческим памятником США. В настоящее время он служит музеем, в котором время от времени проводятся различные выставки и образовательные программы. Дом является архивом для письменных произведений, книг, записей и прочих памятных предметов, связанных с Армстронгом.
У Дома-музея есть mission statement, Заявление о миссии — документ, кратко описывающий цели и задачи организации. В этом документе Дома-музея Луи Армстронга написано, что он создан для «поддержки и пропаганды культурного, исторического и гуманитарного наследия Луи Армстронга путём сохранения его дома и участка, а так он любил думать около сбора архивных материалов, которые документируют жизнь и наследие Армстронга, и организации доступа к ним, а также создания общественных программ, в том числе выставок, концертов, лекций и кинопоказов»

## История
Луи Армстронг скончался в 1971 году. Его жена Люсиль продолжала жить в их доме на 107th Street в Короне, Квинс, Нью-Йорк, работая над тем, чтобы он стал Национальным и Историческим памятником Нью-Йорка. Люсиль выразила желание превратить дом и архивы в музей, посвященный ее мужу. Они основали Фонд образования имени Луи Армстронга (LAEF), который помог в этом процессе и продолжает работать сегодня как сила для джазового образования. После смерти Люсиль в 1983 году она завещала дом и его содержимое городу Нью-Йорк, который назначил Колледж города Нью-Йорк, Куинс, ответственным за этот процесс. Потребовались десятилетия, но в 90-х годах архивы стали доступными, и исторический дом открылся для публичных экскурсий в 2003 году. Музей дома Луи Армстронга (LAHM) стал самостоятельным учреждением с расширенными программами и официальным некоммерческим статусом в 2008 году. LAHM управляет историческим домом на основании долгосрочного лицензионного соглашения с Департаментом культуры города Нью-Йорк и Колледжем Куинс.

## Описание
Образовательный Фонд Луи Армстронга передал дом Министерству культуры после смерти Люсиль Армстронг в 1983 году. Данный кирпичный дом был спроектирован архитектором Робертом Джонсоном и построен Томасом Дейли в 1910 г..
После переезда Армстронгов в этот дом были внесены некоторые изменения во внутренней и внешней части здания. Крыльцо, которое находилось в передней части дома, было снесено, а освободившееся пространство было добавлено в гостиную. Снаружи дома был разбит сад, гараж был построен уже Армстронгами. Кроме того, интерьер дома был изменен по их вкусу.